# (43955) Fixlmüller
(43955) Fixlmüller ist ein Asteroid des Hauptgürtels, der am 6. Februar 1997 von den österreichischen Amateurastronomen Erich Meyer und Erwin Obermair an der Sternwarte Davidschlag (IAU-Code 540) in Kirchschlag bei Linz in Oberösterreich entdeckt wurde.
Es wird das Objekt der Spektral Klasse S zugeordnet und besitzt eine Absolute Helligkeit von 16,5 mag. Der geschätzte Durchmesser ist ungefähr 1.41 KM, was sich aus einer Lichtkurvenmessung ergeben hat.
Der Asteroid wurde am 25. Januar 2005 nach dem österreichischen Benediktinerpater und Astronomen Placidus Fixlmillner (1721–1791) benannt, der von 1762 bis 1791 Direktor der zum Stift Kremsmünster gehörenden Sternwarte Kremsmünster war und als Komponist und Musiklehrer eine auch für Laien leicht verständliche Notenschrift entwickelte, die sich allerdings nicht durchsetzte.